# A Paksi FC 2017–2018-as szezonja
Ez a szócikk a Paksi FC 2017–2018-as szezonjáról szól.

## Jelenlegi keret

### Kölcsönadott játékosok
| # |     | Poszt | Név                                          |
| - | --- | ----- | -------------------------------------------- |
|   | HUN | V     | Laczkó Zsolt (a Budapest Honvéd csapatához)  |
|   | HUN | V     | Szalai András (a Dorog csapatához)           |
|   | HUN | KP    | Bor Dávid (a Soproni VSE csapatához)         |
|   | HUN | KP    | Kesztyűs Barna (a Nyíregyháza csapatához)    |
|   | HUN | KP    | Kővári Róbert (a Dorog csapatához)           |
|   | HUN | CS    | Jelena Richárd (a Csákvár csapatához)        |
|   | HUN | CS    | Kokenszky Norbert (a Soproni VSE csapatához) |

### Szakmai stáb
| Vezetőedző    | Pályaedző     | Masszőr                                 | Kapusedző, masszőr | Orvos               | Erőnléti edző      |
| Csertői Aurél | Tököli Attila | Váczi László Varga László Bernáth Győző | Heizler János      | Dr. Kis-Miki András | Simon-Balla István |

## Statisztikák
Utolsó elszámolt mérkőzés: 2017. november 4.

### Összesített statisztika
A felkészülési mérkőzéseket nem vettük figyelembe.
| Lejátszott mérkőzés           | 17 (15 OTP Bank Liga, 2 Magyar kupa) |
| Győzelem                      | 7 (5 OTP Bank Liga, 2 Magyar kupa) |
| Döntetlen                     | 6 (6 OTP Bank Liga, 0 Magyar kupa) |
| Vereség                       | 4 (4 OTP Bank Liga, 0 Magyar kupa) |
| Szerzett gól                  | 34 (24 OTP Bank Liga, 10 Magyar kupa) |
| Kapott gól                    | 24 (24 OTP Bank Liga, 0 Magyar kupa) |
| Gólkülönbség                  | +10 |
| Sárga lap                     | 32 (30 OTP Bank Liga, 2 Magyar kupa) |
| Kiállítás                     | 2 (2 OTP Bank Liga, 0 Magyar kupa) |
| Legnagyobb arányú győzelem    | minden kiírás: 7–0 Balatonfüred, idegenben (2017. 10. 25., Magyar kupa 7. forduló)bajnokság : 2–0 Haladás, idegenben (2017. 08. 05., OTP Bank Liga 4. forduló), és 4–2 Diósgyőr, idegenben (2017. 09. 16., OTP Bank Liga 9. forduló) |
| Legnagyobb arányú vereség     | 1–4 Videoton, hazai pályán (2017. 09. 06., OTP Bank Liga 6. forduló) |
| Legmagasabb hazai nézőszám    | |
| Legalacsonyabb hazai nézőszám | |
| Góllövőlista                  | 6 gól: Bartha (5 OTP Bank Liga, 1 Magyar kupa) 4 gól: Papp K. (4 OTP Bank Liga, 0 Magyar kupa) |
| Pont (OTP Bank Liga)          | 21 pont a megszerezhető 45-ből (46,7%) |

### Kiírások
Dőlttel a jelenleg még le nem zárult kiírásokat illetve az azokban elért helyezést jelöltük.
| Kiírás        | Statisztikák | Statisztikák | Statisztikák | Statisztikák | Statisztikák | Statisztikák | Statisztikák | Kezdő forduló/ helyezés  | Végső forduló/ helyezés | Mérkőzések dátumai | Mérkőzések dátumai | Mérkőzések dátumai |
| Kiírás        | M            | GY           | D            | V            | LG–KG        | GK           | GÁ           | Kezdő forduló/ helyezés  | Végső forduló/ helyezés | Első               | Utolsó             | Következő          |
| ------------- | ------------ | ------------ | ------------ | ------------ | ------------ | ------------ | ------------ | ------------------------ | ----------------------- | ------------------ | ------------------ | ------------------ |
| OTP Bank Liga | 19           | 06           | 06           | 07           | 27–30        | 0–3          | 1,42         | 4.                       | 7.                      | 2017. 07. 15.      | 2017. 12. 09.      | 2018. 02. 24.      |
| Magyar kupa   | 03           | 03           | 0            | 0            | 11–0         | +11          | 3,67         | 6. forduló (legjobb 128) | 9. forduló (legjobb 16) | 2017. 09. 20.      | 2017. 11. 29.      | 2018. 02. 21.      |
| Összesen      | 22           | 09           | 06           | 07           | 38–30        | 0+8          | 1,73         |                          |                         |                    |                    |                    |

## OTP Bank Liga
Győzelem
      Döntetlen
      Vereség
| 1. ford. |

| Paks | 2 – 2 | Újpest |
| ---- | ----- | ------ |
|      |       |        |

| Részletek |

| 2. ford. |

| Mezőkövesd | 3 – 2 | Paks |
| ---------- | ----- | ---- |
|            |       |      |

| Részletek |

| 3. ford. |

| Paks | 1 – 1 | Debrecen |
| ---- | ----- | -------- |
|      |       |          |

| Részletek |

| 4. ford. |

| Paks | 2 – 0 | Haladás |
| ---- | ----- | ------- |
|      |       |         |

| Részletek |

| 5. ford. |

| Ferencváros | 1 – 1 | Paks |
| ----------- | ----- | ---- |
|             |       |      |

| Részletek |

| 7. ford. |

| Vasas | 3 – 1 | Paks |
| ----- | ----- | ---- |
|       |       |      |

| Részletek |

| 6. ford. |

| Paks | 1 – 4 | Videoton |
| ---- | ----- | -------- |
|      |       |          |

| Részletek |

| 8. ford. |

| Paks | 2 – 2 | Honvéd |
| ---- | ----- | ------ |
|      |       |        |

| Részletek |

| 9. ford. |

| Diósgyőr | 2 – 4 | Paks |
| -------- | ----- | ---- |
|          |       |      |

| Részletek |

| 10. ford. |

| Paks | 1 – 0 | Balmazújv. |
| ---- | ----- | ---------- |
|      |       |            |

| Részletek |

| 11. ford. |

| Puskás Ak. | 1 – 2 | Paks |
| ---------- | ----- | ---- |
|            |       |      |

| Részletek |

| 12. ford. |

| Újpest | 0 – 0 | Paks |
| ------ | ----- | ---- |
|        |       |      |

| Részletek |

| 13. ford. |

| Paks | 1 – 1 | Mezőkövesd |
| ---- | ----- | ---------- |
|      |       |            |

| Részletek |

| 14. ford. |

| Debrecen | 3 – 2 | Paks |
| -------- | ----- | ---- |
|          |       |      |

| Részletek |

| 15. ford. |

| Haladás | 1 – 2 | Paks |
| ------- | ----- | ---- |
|         |       |      |

| Részletek |

| 16. ford. |

| Paks | 0 – 2 | Ferencváros |
| ---- | ----- | ----------- |
|      |       |             |

| Részletek |

| 17. ford. |

| Videoton | 2 – 0 | Paks |
| -------- | ----- | ---- |
|          |       |      |

| Részletek |

| 18. ford. |

| Paks | 3 – 1 | Vasas |
| ---- | ----- | ----- |
|      |       |       |

| Részletek |

| 19. ford. |

| Honvéd | 1 – 0 | Paks |
| ------ | ----- | ---- |
|        |       |      |

| Részletek |

| 20. ford. |

| Paks | – | Diósgyőr |
| ---- | - | -------- |
|      |   |          |

| Részletek |

| 21. ford. |

| Balmazújv. | – | Paks |
| ---------- | - | ---- |
|            |   |      |

| Részletek |

| 22. ford. |

| Paks | – | Puskás Ak. |
| ---- | - | ---------- |
|      |   |            |

| Részletek |

| 23. ford. |

| Paks | – | Újpest |
| ---- | - | ------ |
|      |   |        |

| Részletek |

| 24. ford. |

| Mezőkövesd | – | Paks |
| ---------- | - | ---- |
|            |   |      |

| Részletek |

| 25. ford. |

| Paks | 2 – 5 | Debrecen |
| ---- | ----- | -------- |
|      |       |          |

| Részletek |

| 26. ford. |

| Paks | – | Haladás |
| ---- | - | ------- |
|      |   |         |

| Részletek |

| 27. ford. |

| Ferencváros | – | Paks |
| ----------- | - | ---- |
|             |   |      |

| Részletek |

| 28. ford. |

| Paks | – | Videoton |
| ---- | - | -------- |
|      |   |          |

| Részletek |

| 29. ford. |

| Vasas | – | Paks |
| ----- | - | ---- |
|       |   |      |

| Részletek |

| 30. ford. |

| Paks | – | Honvéd |
| ---- | - | ------ |
|      |   |        |

| Részletek |

| 31. ford. |

| Diósgyőr | – | Paks |
| -------- | - | ---- |
|          |   |      |

| Részletek |

| 32. ford. |

| Paks | – | Balmazújv. |
| ---- | - | ---------- |
|      |   |            |

| Részletek |

| 33. ford. |

| Puskás Ak. | – | Paks |
| ---------- | - | ---- |
|            |   |      |

| Részletek |

### Első kör
| 1. forduló 2017. július 15., szombat 20:30 |

| Paks                                                           | 2 – 2               | Újpest                                       |
| -------------------------------------------------------------- | ------------------- | -------------------------------------------- |
| Szakály D. (1–1) 16' Papp 38' (2–1) 48' Bartha 50' Lenzsér 82' | (1 – 1) Jegyzőkönyv | 13' (0–1) 65' Pauljevics 68' (0–1) Windecker |

| Fehérvári úti stadion, Paks Nézőszám: 1 330 Játékvezető: Karakó Ferenc (magyar) Asszisztensek: Berettyán Ferenc és Horváth Róbert |

| 2. forduló 2017. július 22., szombat 18:00 |

| Mezőkövesd                                                                        | 3 – 2               | Paks                                |
| --------------------------------------------------------------------------------- | ------------------- | ----------------------------------- |
| Veselinović (1–2) 65' Baracskai (2–2) 70' Střeštík (3–2) 77' Koszta 18' Keita 66' | (0 – 0) Jegyzőkönyv | 57' (0–1) Szakály 59' (0–2) Lenzsér |

| Városi stadion, Mezőkövesd Játékvezető: Szabó Zsolt (magyar) Asszisztensek: Kóbor Péter és Varga Gábor |

 Csertői Aurél együttese az előző teljes bajnoki idényben mindössze egy hazai bajnoki vereséget szenvedett, majd a mostani szezont 2–2-vel kezdte az Újpest ellen. A tolnai zöld-fehérek a mezőnyben eddig a legtöbb gólt kapták (ötöt), igaz, négy gólt szereztek. A DVSC 2000 óta nem kezdett ilyen rosszul, mint 2017 nyarán, akkor is két vereséggel indult az idény, de utána sorozatban hármat nyert a csapat. A Loki tavaly október vége óta tíz idegenbeli mérkőzéséből csak kettőt nyert meg. Pakson legutóbb 2016 áprilisában nyert.
| 3. forduló 2017. július 29., szombat 18:00 |

| Paksi FC                                | 1 – 1               | Debreceni VSC                        |
| --------------------------------------- | ------------------- | ------------------------------------ |
| Bertus (1–1) 68' (11-esből) Kulcsár 65' | (0 – 1) Jegyzőkönyv | 45+1' (0–1) Sós 2' Bényei 67' Tőzsér |

| Fehérvári úti stadion, Paks Nézőszám: 800 Játékvezető: Németh Ádám (magyar) Asszisztensek: Ring György és Buzás Balázs |

- A Paks még nyeretlen a bajnoki szezonban, éppen úgy rajtolt, mint tavaly, két döntetlennel és egy vereséggel.
- Csertői Aurél együttese a legutóbbi hat hazai bajnoki mérkőzéséből csupán egyen nem kapott gólt.
- A Paks legutóbbi tizenhárom hazai bajnoki mérkőzéséből öt is 1–1-re végződött.
- Bertus Lajos az előző gólját is büntetőből szerezte, májusban a Mezőkövesd ellen.
- Sós Bence a harmadik gólját szerezte élvonalbeli pályafutása során.
- Herczeg András együttese az első pontját gyűjtötte a mostani bajnoki idényben.
- A két csapat legutóbbi négy, egymás elleni mérkőzéséből három is 1–1-re végződött.[1]

| 4. forduló 2017. augusztus 5., szombat 20:00 |

| Paks                                            | 2 – 0               | Swietelsky Haladás            |
| ----------------------------------------------- | ------------------- | ----------------------------- |
| Szabó 78' (1–0) 57' Bartha (2–0) 62' Papp 90+1' | (0 – 0) Jegyzőkönyv | 28' Tóth 75' Wils 86' Kiss B. |

| Fehérvári úti stadion, Paks Nézőszám: 1 073 Játékvezető: Vad István (magyar) Asszisztensek: Tóth II. Vencel és Theodoros Georgiou |

Eléggé hasonlóra sikerült eddig a Ferencváros
első négy mérkőzése az Újpestére. Három döntetlen és egyetlen győzelem eddig. Ezen szeretne változtatni Thomas Doll együttese. Múlthéten nem sikerült legyőzni idegenben a Lokit, így nem tudott három ponttal távozni a Nagyerdei stadionból, illetve előzni a tabellán.
A Paks hazai pályán le tudta győzni a Haladást. Egy győzelem, két döntetlen és egy vereség az eddigi mérlegjük. Az előző szezon 26. fordulójában 3–1-re akkor hazai pályán most pedig vendég Paks győzni tudott. Így nagyon izgalmasnak indul a zöld-fehér derbi.

| 5. forduló 2017. augusztus 12., szombat 18:00 |

| Ferencváros                 | 1 – 1               | Paks                                |
| --------------------------- | ------------------- | ----------------------------------- |
| Varga (1–0) 41' Leandro 48' | (1 – 0) Jegyzőkönyv | 60'(1–1) Hahn 11' Kulcsár 55' Gévay |

| Groupama Aréna, Budapest Nézőszám: 5 423 Játékvezető: Erdős József (magyar) Asszisztensek: Berettyán Péter és Becséri Gergely |

| 7. forduló 2017. augusztus 26., szombat 18:00 |

| Vasas                                                                                     | 3 – 1               | Paks                                   |
| ----------------------------------------------------------------------------------------- | ------------------- | -------------------------------------- |
| James (1–0) 22' Gaál (2–0) 41' Hangya (3–1) 90+7' Pavlov 89' Burmeister 90' Kulcsár 90+2' | (2 – 1) Jegyzőkönyv | 45' (2–1) Bartha 24' Lenzsér 96' Hajdú |

| Szusza Ferenc Stadion, Budapest Játékvezető: Bognár Tamás (magyar) Asszisztensek: Tóth Vencel és Lémon Oszkár |

| 6. forduló 2017. szeptember 6., szombat 19:30 (tv :M4 Sport) |

| Paks                                  | 1–4               | Videoton                                                                                                 |
| ------------------------------------- | ----------------- | --- |
| Bartha (1–4) 76' Gévay 63' Zachán 67' | (0–2) Jegyzőkönyv | 35'(0–1) Lazović 41'(0–2) Suljić 55'(0–3) Szabó 59'(0–4) Nego 24' Hadžić 28' Suljić 29' Juhász 86' Tamás |

| Fehérvári úti stadion, Paks Nézőszám: 800 Játékvezető: Iványi Zoltán (magyar) Asszisztensek: Albert István és Buzás Balázs |

A zöld-fehérek szerdán 4–1-re kikaptak otthon a Videotontól, ez a legsúlyosabb hazai vereségük a 2015. decemberi, a Ferencváros elleni 0–5 óta. 2016. április 23. óta (akkor Paks–Szombathelyi Haladás 2–3) ez volt mindössze a második hazai bajnoki veresége Csertői Aurél együttesének, de a legutóbbi öt hazai mérkőzéséből csupán egyet, a Haladás ellenit nyerte meg. A Honvéd három győzelem után, hazai pályán, a Debrecen ellen, a Bozsik József Stadionban veszítette el veretlenségét, amiből az is következik, hogy idegenben még veretlen a mostani idényben. Április 22. óta a vendégként játszott négy bajnoki mérkőzését kivétel nélkül megnyerte.
| 8. forduló 2017. szeptember 10., vasárnap 17:00 |

| Paks                                                                                             | 2 – 2               | Budapest Honvéd                                            |
| ------------------------------------------------------------------------------------------------ | ------------------- | ---------------------------------------------------------- |
| Lovrics (1–1) 80' Papp (2–1) 90' Lenzsér 40′, 85′ Simon 50' Verpecz 85' Nikházi 90+1' Vági 90+2' | (0 – 1) Jegyzőkönyv | 41' (11-esből) (0–1) 41' Lanzafame 90+2' (2–2) 81' Kabangu |

| Fehérvári úti stadion, Paks Játékvezető: Pintér Csaba (magyar) Asszisztensek: Lémon Oszkár és Szalai Dániel |

- Paks: Verpecz — Vági, Lenzsér, Gévay , Szabó — Simon (Koltai  59') — Bartha, Papp, Bertus (Nikházi  59'), Hajdú (Daru  75') — Hahn  Fel nem használt cserék: Molnár (kapus), Báló, Zachán, Kulcsár. Vezetőedző: Csertői Aurél
- Budapest Honvéd: Gróf — Latifu, Lovrics, Kamber , Baráth — Laczkó (Kabangu  75'), Nagy, Banó-Szabó, Danilo (Bobál  62') — Lanzafame, Eppel  Fel nem használt cserék: Horváth (kapus), Gazdag, Deák, Stoiacovici. Vezetőedző: Erik van der Meer

Az első szűk fél óra kiegyenlített labdabirtoklással és szinte eseménytelen mezőnyjátékkal telt, majd mindkét oldalon adódott egy-két helyzet. A félidő hajrájában aztán a Lenzsér kezezéséért megítélt büntetőt Lanzafame magabiztosan értékesítette, így a fővárosiak vonulhattak előnnyel a pihenőre; (0–1). A szünet után fölényben játszott a Paks, támadásai azonban erőtlenek voltak, ha pedig sikerült veszélyt teremtenie, Gróf védett. A Honvéd csak az eredmény tartására törekedett, de ez megbosszulta magát, mert a 80. percben, egy baloldali hazai támadás végén Lovricsról a saját kapujába pattant a labda; (1–1). Ezt követően szabadrúgásból még egy kapufát is rúgott a Paks, majd azonban emberhátrányba került, mert Lenzsér egy ápolás után engedély nélkül jött vissza a pályára, s ezért megkapta második sárga lapját. A történtek ellenére egy pontrúgást követően ismét a házigazda volt eredményes, Papp Kristóf a gólszerző; (2–1). De ezzel még nem volt vége a gólok sorának: a ráadás 2. percében Kabangu is betalált a másik oldalon; (2–2). Így végül az izgalmas hajrá után döntetlen született.
- A Paks egyet nyert meg a mostani szezonban eddig játszott öt hazai bajnoki mérkőzéséből.
- Csertői Aurél együttese harmadszor jutott pályaválasztóként két gólig a mostani bajnoki idényben.
- A hazaiak Lenzsér Bence kiállítása miatt (86.) az utolsó perceket emberhátrányban játszották. Így szereztek vezetést, majd kaptak gólt. A fiatal játékos először kapott piros lapot az élvonalban.
- Papp Kristóf a második gólját szerezte az idényben, mindkettőn Pakson, s mindkettőt fővárosi csapat (Újpest, Bp. Honvéd) ellen érte el.
- A Budapest Honvéd a legutóbbi két bajnoki meccsén nem nyert. Júliusban már volt erre példa az idényben.
- Ivan Lovrics kilenc éve játszik a magyar élvonalban, először vétett öngólt.
- Davide Lanzafame az első öt fordulóban mindig szerzett gólt, aztán két fordulóban gólpasszokig jutott, most újra a kapuba talált. Tizenegyesből tavaly november 5-én szerzett a mostani előtt legutóbb gólt az OTP Bank Ligában.[3]

| 9. forduló 2017. szeptember 16., szombat 18:00 |

| Diósgyőr                            | 2 – 4               | Paks                                                                                           |
| ----------------------------------- | ------------------- | ---------------------------------------------------------------------------------------------- |
| Ugrai (1–0) 7' Jóannidisz (2–2) 50' | (1 – 2) Jegyzőkönyv | 11' (1–1) Bartha 40' (1–2) Bertus 72' (2–3) 90' Daru 90+3' (2–4) Kulcsár D. 71' Gévay 77' Daru |

| Nagyerdei stadion, Debrecen Nézőszám: 1 092 Játékvezető: Solymosi Péter (magyar) Asszisztensek: Farkas Balázs és Becséri Gergely |

- Paks: Verpecz — Vági, Zachán, Gévay , Szabó — Simon (Kecskés  75') — Koltai, Hajdú (Kulcsár  89'), Papp, Bertus — Bartha (Daru  68')  Fel nem használt cserék: Molnár (kapus), Báló, Simon, Fejős. Vezetőedző: Csertői Aurél
- Diósgyőr: Antal — Eperjesi (Makrai  szünetben), Lipták , Karan, Tamás — Vela, Busai, Nono, Óvári (Kitl  70') — Jóannidisz, Ugrai  Fel nem használt cserék: Rados (kapus), Nagy T., Kocsis, Forgács, Ternován. Vezetőedző: Bódog Tamás

Már a hetedik percben hazai gólnak tapsolhattak a nézők, miután egy védelmi hibát sikerült kihasználniuk a diósgyőrieknek. Nem kellett azonban sokáig várni a válaszra, hat perccel később ugyanis némileg váratlanul egyenlített a Paks. A szünetig viszonylag kiegyenlített játék folyt a pályán, ugyanakkor egy ritkán látható kapushibának köszönhetően mégis a vendégek vonultak előnnyel az öltözőbe. Fordulás után a paksiak kapusa hibázott, ezt pedig kihasználta a DVTK, amely a következő 20 percben némi fölényben futballozott. Az újabb gólt azonban a Paks szerezte egy szép támadás végén, a diósgyőriek pedig ezután erőtlen akciókkal próbáltak ismét egyenlíteni. Ez nem sikerült, sőt, a Paks a lefújás előtti másodpercekben még egy gólt szerzett, s biztossá tette a sikerét.
Nyilatkozatok a mérkőzés után:
Volt az első félidőben egy időszak, amely miatt megdorgáltam a fiúkat, úgy érzem, ezután jól játszottunk. Nyerhető mérkőzés volt ezer helyzettel. Arra kell figyelni, hogy ne csússzunk hátra a tabellán, mert nekünk hátrafelé kell nézni, nem előre. Nem volt semmi extra, csak a szokásos. Nehéz elviselni, hogy ezt ne tegye szóvá az ember. A játékvezető a meccs előtt szólt, hogy normálisan beszéljünk. Én meg azt mondom, hogy normálisan fújjanak. De hogy a meccs végén nem fog velem kezet, az arrogancia.
Katasztrofális volt a védekezésünk, az ellenfél agresszívan letámadott minket, ezért pontatlanul játszottunk. Parádés, hogy szereztünk négy gólt, de a Diósgyőrnek voltak olyan lehetőségei, amelyeket értékesítve megnyerhette volna a meccset. Ám ilyen a foci. Mindenképpen pozitívum, hogy volt bennünk tartás. Daru Bencét már négyszer becseréltem, most rúgott először gólt. Örülünk, hogy megszerezte első találatát az élvonalban.
- A Paks május 6. óta először nyert idegenbeli bajnoki mérkőzést.
- A DVTK-t a mostani előtt legutóbb 2016. április 30-án verte meg vendégként, még Diósgyőrben. Akkor is Csertői Aurél irányította a zöld-fehéreket, a mostani szereplők közül öten (Bartha, Bertus, Koltai, Kulcsár, Papp) játszottak akkor is. A DVTK-ból csupán Lipták Zoltán, Tamás Márk és az akkor a hajrára beállt kapus, Antal Botond maradt hírmondónak. Akkor is Bartha László lőtte az első paksi gólt.
- Az atomváros alakulata a mostani előtt 2015. május 23-án, Pápán nyert legutóbb idegenben négy gólig jutva.
- Bartha László a legutóbbi hat fordulóban négy gólt szerzett.
- Bertus Lajos másodszor, Daru Bence és Kulcsár Dávid először volt eredményes a bajnoki idényben. Utóbbi a 89. percben állt be, nem kellett neki sok idő a gólhoz.
- Daru Bence, aki élete első NB I-es gólját szerezte, ugyancsak mindössze négy perce volt a pályán, amikor bevette Antal Botond kapuját.
- A Diósgyőri VTK sorozatban másodszor szenvedett vereséget, ilyenre még nem volt példa, amióta Bódog Tamás a vezetőedző.
- A DVTK győzelem-döntetlen-vereség mérlege 3-3-3. Ugyanilyen kiegyensúlyozott a hazai (1-1-1) és az idegenbeli (2-2-2) mutató is.
- Ugrai Roland (játszott bárhol is a Diósgyőr pályaválasztóként) a csapat legutóbbi négy „hazai” mérkőzéséből hármon gólt szerzett. Jóannidisz az első gólját szerezte a magyar élvonalban. Ő az első görög nemzetiségű légiós, aki gólt szerzett a magyar élvonalban. (Természetesen magyarországi görögök szereztek már a hatvanas-hetvenes-nyolcvanas években, Jucsovtól Kermanidiszen át a Teodoru fivérekig. Így a Diósgyőrnek is voltak már görög nemzetiségű gólszerzői, Teodoru Borisz és Vaszilisz.) .[5]

| 10. forduló (10. élvonalbeli mérkőzés) 2017. szeptember 23., szombat 18:00 |

| Paks                                     | 1 – 0               | Balmaz Kamilla Gyógyfürdő |
| ---------------------------------------- | ------------------- | ------------------------- |
| Kulcsár D. (1–0) 35' Szabó 38' Simon 84' | (1 – 0) Jegyzőkönyv | 46' Tamás                 |

| Fehérvári úti stadion, Paks Nézőszám: 1 000 Játékvezető: Karakó Ferenc (magyar) Asszisztensek: Varga Zsolt és Szécsényi István |

- Paks: Verpecz — Vági, Lenzsér, Gévay , Szabó — Papp, Simon Á. (Zachán  90'), Kecskés — Kulcsár (Daru  67'), Bertus, Koltai (Simon M.  77')  Fel nem használt cserék: Molnár (kapus), Báló, Szakály D., Fejős. Vezetőedző: Csertői Aurél
- Balmazújváros: Pogacsics — Habovda, Tamás, Rus, Uzoma — Maiszuradze, Bódis — Vajda (Kovács  67'), Sigér  (Fekete  74'), Rácz (Andrics  szünetben) — Arabuli, Fel nem használt cserék: Szécsi (kapus), Póti, Haris, Batarelo. Vezetőedző: Horváth Ferenc

Amolyan tapogatózó játékkal kezdődött a mérkőzés, s az iram később sem változott, de valamelyest a Paks volt kezdeményezőbb. Ennek ellenére sokáig nem jutott helyzetekig, mígnem Kulcsár Dávid lövésével váratlanul előnybe került; (1–0). A folytatásra sokkal támadóbb szellemben jött ki a Balmazújváros, de komoly dolga így sem akadt Verpecznek, sőt a Paks egy szabadrúgásból majdnem eldöntötte a három pont sorsát. A hajrában is mezőnyfölényben futballoztak a vendégek, azonban nem tudták feltörni a hazaiak védelmét, így jószerivel helyzet nélkül távoztak Paksról.
Nyilatkozatok a mérkőzés után:
Minden meccs nehéz. Uraltuk a mérkőzést, rúgtunk egy gólt, ehhez persze kellett az ellenfél hibája is. Nem nagyon hagytuk kibontakozni őket. Nagyon vártuk már, hogy egy meccset nullára tudjunk hozni. A végén a fejeseket kivédtük, ezért úgy érzem, megérdemelten nyertünk egy masszív csapat ellen. Simon Márk az NB III-ban és a Magyar Kupában is jól játszott, gólokat rúgott, ezzel vívta ki a lehetőséget.
Nem volt jó mérkőzés. Ez abból is adódott, hogy sok védőjátékos volt a pályán, de gyűrték egymást a csapatok becsülettel. Mindig hozzuk a szokásos hibánkat, amivel hozza az ellenfelünk a mérkőzést. Szarvashibák, amiket vétünk. Egy ilyen után lelkileg és fizikailag is nehéz felállni a padlóról. Volt egy 25–30 perc, amikor beszorítottuk a Paksot, de nem tudtunk gólt szerezni. Mi Barthából készültünk, helyette a Kulcsár játszott, ez pedig végül jó húzásnak bizonyult. Ha 3–4 góllal megvernének mindenhol, azt mondanánk, hogy tudjuk, hol a helyünk. De a vereség legrosszabb fajtájából kapunk ki.
- A Paks májusban nyert legutóbb két egymást követő bajnoki mérkőzésen.
- A zöld-fehéreknek ez volt mindössze a második őszi hazai győzelmük.
- Kulcsár Dávid az élvonalbeli pályafutása során először szerzett egymást követő két bajnoki mérkőzésen is gólt.
- Ősszel mindössze másodszor nem kapott gólt a Paks hazai bajnoki találkozón.
- Az újonc balmazújvárosiak az első öt fordulóban öt pontot gyűjtöttek, a második ötben csak egyet.
- Horváth Ferenc csapatának ez volt a negyedik 1–0-s veresége.
- A Balmaz Kamilla Gyógyfürdő vendégként továbbra is nyeretlen.[7]

Pintér Attila együttese a múlt héten lezárta négy győzelemből álló jó sorozatát, miután kikapott Debrecenben. Pályaválasztóként előbb kikapott az előző idény két legjobb csapatától, a Videotontól és a Bp. Honvédtól, majd legyőzte a Balmazújvárost és az edző korábbi csapatát, a Mezőkövesdet. A Paks ellen hét bajnoki találkozót vívott eddig, egy döntetlen mellett hatszor a mindenkori pályaválasztó győzött. A Paks javuló formát mutat, a legutóbbi két bajnoki meccsén győzött, ilyenre először volt példa az idényben. A Diósgyőr elleni debreceni győzelme (4–2) egy négy mérkőzésből álló idegenbeli nyeretlenségi sorozatot zárt le. Csertői Aurél paksi edzőként az első bajnokiját éppen a Puskás Akadémia ellen vívta. Pintér Attila és Csertői Aurél élvonalbeli edzői pályafutása többször is találkozott, vívtak már egymás ellen Magyar Kupa-döntőt, váltották egymást Győrben, s még sorolhatnánk.
| 11. forduló 2017. szeptember 30., szombat 18:00 |

| Puskás Akadémia                          | 1 – 2               | Paks                                                |
| ---------------------------------------- | ------------------- | --------------------------------------------------- |
| Knežević (1–2) 79' (11-esből) Osváth 82' | (0 – 0) Jegyzőkönyv | 63' (0–1) 74' Simon Á. 71' (0–2) Bertus 78' Verpecz |

| Pancho Aréna, Felcsút Nézőszám: 823 Játékvezető: Szőts Gergely (magyar) Asszisztensek: Berettyán Péter és Georgiou Theodoros |

- Paks: Verpecz — Vági, Lenzsér, Gévay , Szabó — Simon Á., Papp, Bertus — Koltai (Hahn  86'), Hajdú (Kecskés  72'), Kulcsár D. (Szakály D.  90+3') Fel nem használt cserék: Molnár (kapus), Báló, Zachán, Daru. Vezetőedző: Csertői Aurél
- Puskás Akadémia: Hegedüs L. — Osváth, Heris, Vanczák , Balogh — Márkvárt (Bačelić-Grgić  72'), Mevoungou, Molnár (Prosser  szünetben) — Knežević, Diallo (Perošević  szünetben), LatifiFel nem használt cserék: Danilovics (kapus), Spandler, Poór, Szakály P.. Vezetőedző: Pintér Attila

Az első félidő első fele mezőnyjátékkal telt, helyzetek egyik kapu előtt sem adódtak. A Paks a játékrész közepén közel állt a gólszerzéshez, a 24. percben Papp jól helyezett fejesét Hegedüs bravúrral kiöklözte. A folytatásban a vendégek játszottak fölényben, helyzeteikből azonban nem lett gól, bár egy elmaradt büntetőt számon kérhetnek a játékvezetőn. Pintér Attila, a Puskás vezetőedzője a szünetben kettős cserével próbálta felrázni sok hibával játszó együttesét, de ez nem sok változást hozott a játékban. A Paks továbbra is jobban futballozott és a 63. percben Bertus jobb oldali szögletét Simon Ádám az ötösön fejjel megcsúsztatta, majd a labda a hosszún a kapufáról befelé pattant; (0–1). A 71. percben már kétgólos előnyre tettek szert a vendégek Bertus szabadrúgásgóljával: 18 méterről a sorfal lábai alatt kilőtte a bal alsó sarkot; (0–2). A hazaiak hátrányba kerülve felpörögtek és Knežević büntetőjével szépítettek; (1–2). A felcsútiak elkeseredetten küzdöttek az egyenlítésért, de nem sikerült újabb gólt elérniük. Győzelmével a Paks megelőzte a tabellán a Puskás Akadémiát.
Nyilatkozatok a mérkőzés után:
Gratulálok a Paksnak. Gyengén futballoztunk, a megszerzett labdáinkból nem tudtunk indulni, mert gyorsan eladtuk a labdát. A 18 kapott gólunkból már nagyon sokat kaptunk pontrúgásból, pedig ezekre fel lehet készülni. Az akarattal nem volt nagy probléma, de a megszerzett labdákat nagyon gyorsan elvesztettük. Megérdemelten nyert a Paks.
Amit kellett, és amit elterveztünk erre a mérkőzésre azt meg is valósítottuk. Agresszív módon letámadtuk a hazai csapatot, nem hagytuk játszani a Puskás Akadémiát. Úgy érzem, hogy a győzelmünk teljesen megérdemelt. Simon Ádám gólt szerzett, mindenképp jól tettük, hogy leigazoltuk. Míg Papp Kristóf jól játszik előre, addig ő a védekezésben hozott új erőt.

### Második kör
| 12. forduló 2017. október 14., szombat 15:30 |

| Újpest                                  | 0 – 0       | Paks |
| --------------------------------------- | ----------- | ---- |
| Balázs B. 63' Pávkovics 80' Nwobodo 87' | Jegyzőkönyv |      |

| Szusza Ferenc Stadion, Budapest Nézőszám: 2 047 Játékvezető: Farkas Ádám (magyar) Asszisztensek: Albert István és Csatári Tibor |

- Paks: Verpecz — Vági, Lenzsér, Gévay , Szabó — Hajdú, Kecskés (Szakály D.  85'), Papp — Koltai (Hahn  60'), Kulcsár D. (Daru  90'), Bertus Fel nem használt cserék: Molnár (kapus), Báló, Simon M., Zachán. Vezetőedző: Csertői Aurél
- Újpest: Pajovics — Balázs, Litauszki , Pávkovics, Mohl — Szankovics (Cseke  61'), Windecker, Nwobodo, Nagy D. (Simon  82') — Tischler (Zsótér  szünetben), Novothny Fel nem használt cserék: Banai (kapus), Kálnoki Kis, Selmani, Pauljevics. Vezetőedző: Nebojsa Vignjevics

A kezdés után az Újpest bizonyult aktívabbnak, de az első félidő közepétől a paksiak átvették az irányítást, veszélyes gólhelyzetet azonban egyik félnek sem sikerült kialakítania. A fordulást követően ismét a házigazdák akarata érvényesült, elsősorban a csereként beállt Zsótér Donát vezetésével váltak lendületessé és veszélyessé az újpesti akciók. A paksi kapuban Verpecz Istvánnak többször akadt dolga, a meccs végén viszont a tolnaiak is megnyerhették volna az összecsapást: a 91. percben a paksiak bal oldali szabadrúgása után a léc kétszer segítette ki az Újpestet.
- Az Újpest az eddigi bajnoki mérkőzései felén döntetlent játszott a mostani bajnoki idényben.
- A lila-fehéreknek továbbra is gyenge a hazai mérlege: a legutóbbi húsz meccséből csupán hármat nyert meg.
- A legutóbbi húsz, pályaválasztóként játszott bajnoki meccséből az Újpest csak négyen maradt szerzett gól nélkül.
- A Paks immár öt forduló óta veretlen.
- Csertői Aurél együttese az idényben először maradt szerzett gól nélkül a bajnoki fordulóban.
- Az Újpestnek a Paks elleni legutóbbi tizenkét, pályaválasztóként játszott mérkőzésből csak egyet, a tavaly júliusit sikerült megnyerni.
- A Paks a legutóbbi három idegenbeli bajnoki mérkőzésén hét pontot szerzett.[9]

Nyilatkozatok a mérkőzés után:
Nem volt szép meccs, az első félidőben két csatárral támadtunk, de nem voltunk elég agresszívek, a második játékrészre váltottunk, de nem tudtuk kihasználni a lehetőségeinket. Az utolsó pillanatokban a paksiaknak is megvolt a lehetőségük a győzelem megszerzésére, így összességében igazságos döntetlen született a 90 percet követően.
Maga a mérkőzés nem volt igazán látványos, inkább gyűrték egymást a csapatok. Így kevés lehetőség adódott mindkét oldalon, és inkább pontrúgásokból alakultak ki a veszélyes helyzetek. Reálisnak tartom ezt az eredményt. Tudunk mi ennél jobban is futballozni, de most ezt az Újpest nem engedte. Összességében nem lehetünk elégedetlenek ezzel az egy ponttal.
A két csapat legutóbbi két, egyaránt mezőkövesdi mérkőzése egyaránt 3–2-es hazai győzelmet hozott. Csertői Aurél együttese a legutóbbi paksi találkozón, idén februárban, 5–0-ra verte a mezőkövesdieket. A Paks öt forduló óta veretlen, három vereségénél kevesebbje csupán a Videotonnak és a Ferencvárosnak van. Hazai pályán csak a Videotontól kapott ki a mostani idényben. A mérlege pályaválasztóként két győzelem, három döntetlen, a vereség mellett. A Mezőkövesd az első két fordulóban szerzett hat pont óta tíz mérkőzésen, három döntetlennel, három pontot gyűjtött. A Mezőkövesd a héten edzőt váltott, Radványi Miklós távozása után Kuttor Attila lett az edző. Az egykori válogatott védő baráti kapcsolata Csertői Auréllal jól ismert, mint ahogyan az is, hogy többször, a Fehérvár FC-ben és a Haladásban is volt Csertői játékosa is. Amikor 2015 áprilisában-májusában két mérkőzésen a Szombathelyi Swietelsky-Haladás megbízott vezetőedzője lett NB I-es edzői bemutatkozásakor az ellenfél, a Paks kispadján Csertői Aurél ült.
| 13. forduló 2017. október 21., szombat 15:30 |

| Paks                             | 1 – 1               | Mezőkövesd Zsóry FC                                |
| -------------------------------- | ------------------- | -------------------------------------------------- |
| Simon Á. 47' (1–0) 17' Gévay 15' | (1 – 1) Jegyzőkönyv | 29' (1–1) Koszta 14' Keita 37' Iszlai 61' Střeštík |

| Fehérvári úti stadion, Paks Játékvezető: Berke Balázs (magyar) Asszisztensek: Király Krisztián és Huszár Balázs |

- Paks: Verpecz — Vági, Zachán, Gévay , Szabó — Papp K. — Koltai (Szakály D.  72'), Simon Á., Bertus, Hajdú (Bartha  62') — Kulcsár D. (Hahn  78') Fel nem használt cserék: Molnár (kapus), Báló, Kecskés, Haraszti. Vezetőedző: Csertői Aurél
- Mezőkövesd: Tujvel — Lázár P., Hudák, Vadnai, Szalai A. — Iszlai, Keita (Tóth B.  68') — Koszta (Baracskai  90'), Mlinar, Cseri — Střeštík (Veszelinovics  85') Fel nem használt cserék: Dombó (kapus), Farkas, Fótyik, Murai. Vezetőedző: Kuttor Attila

A mérkőzés elején kiegyenlített küzdelmet láthatott a közönség. A vezetést a valamelyest veszélyesebb Paks szerezte meg egy szögletet követően. A bekapott gól hatására kezdeményezőbb lett a Mezőkövesd, amely kisvártatva egyenlített. A szünetig enyhe mezőnyfölényben futballoztak a vendégek, mégis a hazaiak jártak közelebb a gólhoz, ugyanis Kulcsár a kapufát találta el. A folytatásban mindkét gárda a biztonságra helyezte a hangsúlyt, így alig akadt lehetőség a csapatok előtt. A játékrész derekától nagyobb sebességi fokozatba kapcsolat a Paks, azonban ezúttal a keresztléc mentette meg a borsodiakat a góltól. Az utolsó negyedórára ismét kiegyenlítetté vált a mérkőzés, így maradt a pontosztozkodás, bár ebben a periódusban a hazaiaknak volt szerencséjük a kapufával.
Nyilatkozatok a mérkőzés után:
Az eredményességre kell rámennünk, mert úgy néz ki a dolog, hogy a jó futballal nem tudunk pontokat szerezni. Időnként uraltuk a játékot, helyenként szép és jó focit játszottunk, de ellenfelünk gyakorlatilag az összes hibánkat kihasználta. Az nem volt benne a játékunkban, hogy négyet rúgunk, és megint nem tudtuk lehozni nullára a meccset. Pedig két góllal akár két mérkőzést is meg lehet nyerni. Összességében mindegy mit mondunk, hogy játszottunk, csak az eredmény számít. Most pedig vesztettünk, szomorú vagyok.
 Két, régóta veretlen együttes találkozik egymással a Nagyerdei Stadionban. A DVSC augusztus 12., a Paks szeptember 6. óta nem szenvedett vereséget, mindkettő a Videoton FC-től kapott ki legutóbb. Herczeg András együttese a múlt heti fordulóban – a korábbi eredmények alapján meglepetésre – csak döntetlent játszott otthon a Haladás ellen. A Paks ugyancsak „ikszelt”, szintén pályaválasztóként, a Mezőkövesddel szemben. Csertői Aurél gárdája a legutóbbi három idegenbeli mérkőzésén hét pontot szerzett. A DVSC a legutóbbi négy bajnoki mérkőzésén nyeretlen maradt a Paks ellen, beleértve az idén márciusi, 3–1-es hazai vereséget is.
A két együttes eddig 25-ször mérkőzött meg egymással az első osztályban, ebből 11 Loki siker, 11 döntetlen és 3 paksi győzelem született. Ezen mérkőzések alatt a 35 debreceni gólra 22 paksi találat született. Legutóbb az idei bajnokság első körében, a 3. fordulóban mérkőztek meg egymással Pakson, amely találkozó 1–1-s döntetlennel végződött.
A Debreceni VSC vezetőedzője, Herczeg András a mérkőzés előtt elmondta, nem fordulhat elő, hogy hazai pályán ismét hamar hátrányba kerüljön a DVSC:
Nagyon nehéz összecsapásra számítok. Egy olyan együttes ellen játszunk, amely jól futballozik és labdabiztos játékosok alkotják a keretét. Az atomvárosiak szervezetten és fegyelmezetten védekeznek, az elmúlt időszakban pedig egy új játékrendszerben játszanak, amellyel láthatóan eredményesek. Mind védekezésben, mind támadásban figyelnünk kell az első perctől kezdve, nem fordulhat elő, hogy hazai pályán ismét hamar hátrányba kerüljünk. A Haladás elleni találkozó első félidejében probléma volt a védekezésünkkel, nagy területet adtunk a szombathelyieknek, akik ezt jól kihasználták. Arra törekszünk, hogy a Paks ellen ne forduljanak elő ilyen hibák. Sok a hiányzónk, sajnos ránk jár a rúd mostanában a sérülések miatt. Tabakovics a hétközi kupameccsen, míg Szatmári Csaba a legutóbbi bajnokin sérült meg, egyikőjük sem játszik szombaton. Védőnk és támadónk is fontos láncszem, Sós Bencéről már nem is beszélve, akinek eltört az orra és agyrázkódás miatt három hétig nem léphet pályára. Bízom benne, hogy megszűnik ez a sérüléshullám és mindenki egészséges lesz.
A Paksi FC vezetőedzője, Csertői Aurél is nyilatkozott a mérkőzés előtt, szerinte a DVSC az egyik legjobb formában lévő csapat az NB I-ben:
Elsőre egy szó jut eszembe a Debrecen elleni mérkőzésünkkel kapcsolatban: bravúr. Erre lesz szükségünk ahhoz, hogy győzni tudjunk a Nagyerdei Stadionban. Az utóbbi fordulók egyik legjobb, ha nem a legjobb formában lévő csapatához látogatunk. Nagyon masszívak, a legkevesebb gólt kapták az NB I-ben, és előre is nagyon jól játszanak. Szóval ismét mindenkinek a maximumot kell kihoznia magából ahhoz, hogy sikeresek lehessünk.
| 14. forduló (1336. élvonalbeli mérkőzés) 2017. október 28., szombat 15:30 |

| Debreceni VSC                                                                | 3 – 2               | Paks                                         |
| ---------------------------------------------------------------------------- | ------------------- | -------------------------------------------- |
| Bódi (1–1) 12' · (3–2) 74' Tőzsér (2–1) 55' (11-esből) Könyves 6' Kinyik 64' | (1 – 1) Jegyzőkönyv | 10' (0–1) · 61' (2–2) Papp K. 58' Szakály D. |

| Nagyerdei stadion, Debrecen Nézőszám: 2 802 Játékvezető: Bognár Tamás (magyar) Asszisztensek: Buzás Balázs és Lémon Oszkár |

- Paks: Verpecz — Vági, Zachán, Gévay , Szabó — Papp K., Simon Á., Hajdú (Bartha  szünetben) — Koltai (Haraszti  60'), Kulcsár D. (Szakály D.  57'), Bertus Fel nem használt cserék: Molnár (kapus), Báló, Hahn, Lenzsér. Vezetőedző: Csertői Aurél
- Debreceni VSC: Nagy S. — Bényei, Kinyik, Mészáros N., Ferenczi — Bódi (Nagy K.  90+3'), Tőzsér , Jovanovics, Varga K. (Csősz  76') — Könyves, Mengolo (Takács  69') Fel nem használt cserék: Novota (kapus), Szilvási, Tisza, Szekulics. Vezetőedző: Herczeg András

Gyors gólváltást követően többnyire mezőnyjátékot láthatott a közönség. Mindkét csapat rengeteg hibával játszott, így a folytatásban helyzeteket csak elvétve sikerült kialakítaniuk. A második félidő mozgalmasabb játékot hozott. A hazaiak 11-esből megszerezték a vezetést, majd pár perccel később már érkezett a paksiak egyenlítő találata. A folytatásban is mindkét oldalon több lehetőség adódott a gólszerzésre, ezek közül az egyiket a Debrecen kihasználta, így otthon tartotta a három pontot, és már kilenc forduló óta veretlen.
Nyilatkozatok a mérkőzés után:
Sajnos megint hátrányba kerültünk, de dicséret a csapatnak, hogy megfordította a meccset, ez nagy mentális erő. A Paks nagyszerű csapat, ezt igazolta, gratulálok is Csertői Aurélnak és az ellenfélnek. Szervezettek voltunk, de sokszor mezőnyfölényben volt a Paks. Nagyon boldog vagyok, hogy sikerült megnyerni ezt a nehéz találkozót.
Az eredményességre kell rámennünk, mert úgy néz ki a dolog, hogy a jó futballal nem tudunk pontokat szerezni. Időnként uraltuk a játékot, helyenként szép és jó focit játszottunk, de ellenfelünk gyakorlatilag az összes hibánkat kihasználta. Az nem volt benne a játékunkban, hogy négyet rúgunk, és megint nem tudtuk lehozni nullára a meccset. Pedig két góllal akár két mérkőzést is meg lehet nyerni. Összességében mindegy mit mondunk, hogy játszottunk, csak az eredmény számít. Most pedig vesztettünk, szomorú vagyok.
- A Debrecen a legutóbbi kilenc mérkőzésén 23 pontot szerzett (7 győzelem és 2 döntetlen, vereség nélkül).
- Amióta Bódi Ádám visszatért a csapathoz, a Loki még veretlen. A korábbi válogatott középpályás a pályafutása során negyedszer szerzett két gólt élvonalbeli mérkőzésen, beleértve egy mesterhármast is.
- Tőzsér Dániel öt gólt szerzett eddig az őszi szezonból, ezekből hármat büntetőből.
- A DVSC a legutóbbi öt hazai bajnokiján tizennégy gólt szerzett, tizenhárom pontot gyűjtve (a 6. fordulóban a Vasas ellen 4–1, a 8. fordulóban a Diósgyőr ellen 3–1, a 10. fordulóban a Puskás Akadémia ellen 3–0, a 13. fordulóban a Haladás ellen 1–1, és a 14. fordulóban a Paks ellen 3–2).
- Megszakadt a Paks hat mérkőzésen át tartó veretlenségi sorozata, egyszersmind Csertői Aurél csapata a legutóbbi három bajnokiján nyeretlen.
- Papp Kristóf a negyedik góljánál tart az idényben, korábban egyszer, 2015. október 31-én, a Puskás Akadémia ellen szerzett két gólt az élvonalban.
- Május eleje óta a Paks mindössze ötször kapott ki az OTP Bank Ligában, de ha vereséget szenvedett, mindig legalább három gólt kapott. Az öt vereségből három is 2–3-as eredmény hozó idegenbeli találkozón született.[15]

| 15. forduló 2017. november 4., szombat 15:30 |

| Swietelsky Haladás                            | 1 – 2               | Paks                |
| --------------------------------------------- | ------------------- | ------------------- |
| Bartha (0-1) 82' Szabó (0-2) 86' Simon Á. 71' | (0 – 0) Jegyzőkönyv | 90+1' (0-2) Tóth M. |

| Káposztás utcai Stadion, Sopron Nézőszám: 1 100 Játékvezető: Erdős József (magyar) Asszisztensek: Lémon Oszkár és Becséri Gergely |

- Paks: Verpecz — Vági, Lenzsér, Gévay , Szabó — Simon Á. — Kulcsár D. (Haraszti  74'), Papp K., Bertus (Hajdú  90'), Bartha — Szakály D. (Hahn  74') Fel nem használt cserék: Molnár (kapus), Báló, Kecskés, Zachán. Vezetőedző: Csertői Aurél
- Haladás: Király — Polgár, Wils, Jagodics, Bošnjak — Kiss B., Németh Márió (Rácz  87'), Tóth M., Halmosi  — Mészáros K. (Williams  58'), Kiss T. (Martínez  68') Fel nem használt cserék: Gyurján (kapus), Tóth D., Németh Milán, Ramos. Vezetőedző: Pacsi Bálint

Az első félidőben gyakorlatilag mindkét kapus munka nélkül maradt, inkább a mezőnyben "csordogált" a játék, majd szórványos füttyszó kísérte a csapatokat az öltözőbe. A folytatásban sem nagyon változott a játék képe, a támadók rendre rossz megoldásokat választottak, így sokáig egyetlen komoly helyzet sem alakult ki. A 82. percben aztán az egyetlen igazi lehetőségét gólra váltotta a vendégcsapat, igaz, Bartha találatához a szerencse is kellett. Négy perccel később egy szöglet után újra egy "lecsorgóból" szerzett gólt a Paks – a védő Szabó volt eredményes –, ezzel el is dőlt a három pont sorsa. Tóth Máté 91. percben szerzett gólja csak szépségtapasz volt hazai oldalon. A Haladás immáron hat bajnoki óta nyeretlen, miközben a Paks sikerével egy három mérkőzésből álló nyeretlenségi szériát tört most meg.
| 16. forduló 2017. november 18., szombat 15:30 |

| Paks        | 0 – 2               | Ferencváros                           |
| ----------- | ------------------- | ------------------------------------- |
| Nikházi 90' | (0 – 1) Jegyzőkönyv | 5' (0–1) Paintsil 90+3' (0–1) Moutari |

| Fehérvári úti stadion, Paks Nézőszám: 1643 Játékvezető: Berke Balázs (magyar) Asszisztensek: Kóbor Péter és Bornemissza Norbert |

Nagyon rosszul kezdtük a mérkőzést, egy fokozattal gyorsabban kezdett a Fradi, be is találtak. Kegyesek voltak velünk, hiszen 20 perc után melegedtünk csak be. Utána hiába voltunk fölényben, nem rúgtunk gólt. A Ferencváros is jól védekezett, ismerjük el, mi pedig nem találtunk be, így megérdemelten nyertek a vendégek. A lehetőségeink megvoltak, ezekkel nem éltünk, pedig nagy ziccerünk is adódott.
Ha megnézzük a helyzeteket, egyáltalán nem érdemtelen a győzelmünk. Összességében azonban nem volt egy jó mérkőzés. Mindkét oldalon nagy volt a nyugtalanság, amikor a játékosok birtokolták a labdát. A Ferencvárossal szemben mindig elvárás, hogy domináljunk a mérkőzéseken, ez viszont nem egyszerű egy olyan csapat ellen, akik beállnak védekezni. Jól kezdtünk, irányítottuk a játékot, sikerült hamar megszerezni a vezetést, ekkor azt gondoltam, hogy nyugodt mérkőzés vár ránk. Ennek azonban az ellenkezője következett be, passzívvá váltunk, nem tudtunk jól belemenni a párharcokba, átengedtük a középpályát a Paksnak. Ebben a periódusban nem nézett ki jól a játékunk, meg kell tanulnunk lazábban játszani ilyen helyzetben, pláne ha vezetünk. Nem dőlhetünk hátra, még nagyobb erővel kell támadni, meg kell mutatni, hogy meg akarjuk nyerni a meccset. A nézők azt akarják látni, hogy kombinatívan, bátran játszunk, sok a kidolgozott gólhelyzet. Természetesen az eredménnyel elégedett vagyok, fegyelmezetten hoztuk a kötelezőt, ráadásul Pakson nagyon nehéz játszani. Böde Dani sérülése miatt nagyon szomorú vagyok, azt mondta, miután lejött a pályáról, olyan érzése van, mintha megszúrták volna a combját. Ez semmi jót nem jelent, az elkövetkező hetekben valószínűleg nem számíthatunk rá.
| 17. forduló 2017. november 25., szombat |

| Videoton                                                                      | 2 – 0               | Paks                   |
| ----------------------------------------------------------------------------- | ------------------- | ---------------------- |
| Lazovics (1–0) 32' (11-esből) Nego (2–0) 85' Hadzics 19' Fejes 27' Pátkai 38' | (1 – 0) Jegyzőkönyv | 18' Simon Á. 18' Gévay |

| Pancho Aréna, Felcsút Nézőszám: 1 521 Játékvezető: Kassai Viktor (magyar) Asszisztensek: Georgiou Theodoros, Huszár Balázs |

| 18. forduló 2017. december 2., szombat 15:30 |

| Paks | – | Vasas |
| ---- | - | ----- |
|      |   |       |

| Fehérvári úti stadion, Paks |

A címvédő Budapest Honvéd az ötödik, a Paks a hatodik helyen áll, utóbbi hátránya egy pont. A két csapat a legutóbbi három fordulóban összesen öt mérkőzést veszített el, az egyetlen győzelmet a Paks aratta egy hete, a Vasas ellen. A Honvédnak az utóbbi hetekben, sőt, immár hónapokban kifejezetten rossz a hazai mérlege, csak az Újpest, a Balmazújváros és a Mezőkövesd nyert otthon kevesebbszer. Csak a tabella utolsó három helyezettje kapott ki többször. A kispestiek tavasszal minden hazai bajnoki mérkőzésüket megnyerték, augusztus közepe óta ellenben öt mérkőzésen három pontot szereztek. A Paks idegenbeli mérlege a legutóbbi hat mérkőzését tekintve pozitív.
| 19. forduló 2017. december 9., szombat 15:30 |

| Budapest Honvéd      | 1 – 0               | Paks                  |
| -------------------- | ------------------- | --------------------- |
| Gazdag 70' (1–0) 61' | (0 – 0) Jegyzőkönyv | 31' Vági 70' Simon Á. |

| Bozsik József Stadion, Budapest Nézőszám: 1 330 Játékvezető: Berke Balázs (magyar) Asszisztensek: Szécsényi István és Huszár Balázs |

- Paks: Verpecz — Szabó, Gévay , Lenzsér, Vági — Simon Á., Papp K., Bertus (Kecskés  80'), Nikházi (Hahn  68'), Kulcsár D. — Szakály D. (Haraszti  68') Fel nem használt cserék: Rácz (kapus), Báló, Zachán, Hajdú. Vezetőedző: Csertői Aurél
- Budapest Honvéd: Gróf — Baráth, Lovrics, Kamber  — Holender, Laczkó (Nagy  szünetben) — Gazdag, Pölöskei, Banó-Szabó (Tömösvári  90+2') — Eppel, Lanzafame Fel nem használt cserék: Horváth (kapus), Deák, Danilo, Villám, Lukács. Vezetőedző: Erik van der Meer

A Honvéd mezőnyfölényével indult a találkozó, ám az első félidőben egyik csapat sem tudott helyzetet kidolgozni. A szünet után viszont első kaput eltaláló lövésből góllá érett a hazaiak enyhe dominanciája. A találat hatására megélénkült a játék, mindkét kapu előtt adódtak lehetőségek, ám újabb gól nem született.
Mérkőzés utáni nyilatkozatok:
Nehéz volt ez a mai mérkőzés, igazából csak egy csapat volt, aki nyerni akart. A Paks védekezett a mérkőzésen, kontratámadásokra épített. Voltak lehetőségeink, de közben figyelni kellett az életveszélyes kontratámadásokra. Jól játszottunk, Gazdag szerencsére megszerezte a szükséges gólt, úgy néz ki, hogy egyre jobb a góllövésben. Negyedik helyezett a Honvéd, a tavalyi bajnoki cím után ez a negyedik hely kifejezetten jó helyezésnek tekinthető. Jó munkát végeztünk. Idén az ellenfelek nem a Honvéd ellen jöttek, hanem a bajnok ellen, és sokkal többet tettek a pályán. Ha viccesen közelítjük meg a szurkolóink reakcióját, akkor dalba foglalták a nevem. Megértem ezt a szituációt, de egyedül a tulajdonos dönthet. Ha összehasonlítjuk a többi csapat költségvetését, akkor ez a negyedik hely egyáltalán nem rossz.
Mivel ez volt az utolsó találkozó az évben, ezért tudtuk, hogy nagy elánnal fogja magát belevetni a meccsbe a Honvéd. Mi nagyon pontatlanok voltunk, és azokat a kontrákat, amiket az első félidőben vezettünk, nem tudtuk lejátszani, ami nagy hiba az NB I-ben. Beszorított bennünket a Honvéd, mégsem éltünk azokkal a lehetőségekkel, amelyek adódtak számunkra. A kapott gólt követően átvettük a kezdeményezést, ami talán a lelki felszabadultságnak is köszönhető, hiszen minden mindegy alapon futballozhattunk. Számos helyzetet alakítottunk ki, de egyetlen egyet sem tudtunk értékesíteni. Sajnos ez mostanában jellemző lett ránk, amin tavasszal mindenképp változtatnunk kell. Ez ellen a Honvéd ellen ma nem lett volna szabad kikapnunk, mi voltunk önmagunkhoz képest gyengébbek.
| 20. forduló 2018. február 24., szombat |

| Paks | – | Diósgyőr |
| ---- | - | -------- |
|      |   |          |

| Fehérvári úti stadion, Paks |

| 21. forduló 2018. március 3., szombat |

| Balmaz Kamilla Gyógyfürdő | – | Paks |
| ------------------------- | - | ---- |
|                           |   |      |

| Városi stadion, Balmazújváros |

| 22. forduló 2018. március 10., szombat |

| Paks | – | Puskás Akadémia |
| ---- | - | --------------- |
|      |   |                 |

| Fehérvári úti stadion, Paks |

### Harmadik kör
| 23. forduló 2018. március 17., szombat |

| Debreceni VSC | – | Mezőkövesd Zsóry FC |
| ------------- | - | ------------------- |
|               |   |                     |

| Nagyerdei stadion, Debrecen |

| 24. forduló 2018. március 31., szombat |

| Mezőkövesd | – | Paks |
| ---------- | - | ---- |
|            |   |      |

| Városi stadion, Mezőkövesd |

| 25. forduló 2018. április 7., szombat 17:00 |

| Paks                                                                          | 2 – 5               | Debreceni VSC                                                                       |
| ----------------------------------------------------------------------------- | ------------------- | ----------------------------------------------------------------------------------- |
| Hahn (1–2) 49' • (2–5) 69' Szabó J. 53' Nikházi 62' Kulcsár D. 66′ Bertus 81' | (0 – 2) Jegyzőkönyv | 31' (0–1) • 40' (0–2) 42' Könyves 50' (1–3) • 55' (1–4) Tabakovics 64' (1–5) Takács |

| Fehérvári úti stadion, Paks Nézőszám: 977 Játékvezető: Bognár Tamás (magyar) Asszisztensek: Kóbor Péter és Szert Balázs |

- Paks: Verpecz — Vági (Kulcsár D.  szünetben), Gévay , Lenzsér, Szabó J. — Papp K. — Haraszti (Fejes  69'), Kecskés (Nikházi  szünetben), Bertus, Bartha — Hahn• Fel nem használt cserék: Molnár (kapus), Szakály D., Hajdú, Simon A.. Vezetőedző: Csertői Aurél
- Debreceni VSC: Nagy S. — Bényei, Kinyik, Szatmári, Barna — Bódi, Jovanovics, Tőzsér , Varga K. (Bereczki  84') — Könyves (Filip  63'), Tabakovics (Takács  57') • Fel nem használt cserék: Košický (kapus), Tisza, Kuti, Mészáros N. Vezetőedző: Herczeg András

A mérkőzés kezdeti szakaszában a vendégek irányítottak, de aztán fokozatosan a Paks került fölénybe, kapufát is lőtt. Ennek fényében kissé meglepő volt, hogy a Debrecen vezetést szerzett, a remek formában lévő Könyves Norbert volt eredményes. A hazaiak nem tudtak reagálni, sőt Könyves egy kiugratást követően megduplázta az előnyt. A szünet után gyors gólváltást láthatott a közönség, előbb Hahn lőtte ki 18 méterről a bal alsó sarkot, majd azonnal jött a válasz: Tabakovics egy baloldali beadás után kotorta a hálóba a labdát. A paksi védelem a folytatásban sem állt a helyzet magaslatán, Tabakovics is duplázott, majd néhány perccel később a helyére beállt Takács ugyancsak betalált. Kulcsár Dávidot a félidő derekán reklamálásért kiállította a játékvezető, s ugyan Hahn második góljával emberhátrányban is szépíteni tudott a hazai csapat, ez már csak az eredmény kozmetikázására volt elegendő.
| Csapat         | Lövés | Kaput talált lövés | Ebből gól | Szöglet | Szabálytalanság | Les | Sárga lap | Piros lap | Passz | Sikeres passz | Labdabirtoklás | Párharc | Megnyert párharc |
| -------------- | ----- | ------------------ | --------- | ------- | --------------- | --- | --------- | --------- | ----- | ------------- | -------------- | ------- | ---------------- |
| 1. félidő után |       |                    |           |         |                 |     |           |           |       |               |                |         |                  |
| Paks           | 4     | 1 (25,0%)          | 0 (0,0%)  | 1       | 3               | 0   | 0         | 0         | —     | —             | —              | —       | —                |
| Debrecen       | 3     | 3 (100,0%)         | 2 (66,7%) | 1       | 11              | 2   | 1         | 0         | —     | —             | —              | —       | —                |
| 2. félidő után |       |                    |           |         |                 |     |           |           |       |               |                |         |                  |
| Paks           | 6     | 3 (50,0%)          | 2 (66,7%) | 1       | 8               | 0   | 3         | 1         |       |               |                |         |                  |
| Debrecen       | 8     | 8 (100,0%)         | 5 (62,5%) | 3       | 17              | 6   | 1         | 0         |       |               |                |         | [ 21 ]           |

| 26. forduló 2018. április 14., szombat |

| Paks | – | Swietelsky Haladás |
| ---- | - | ------------------ |
|      |   |                    |

| Fehérvári úti stadion, Paks |

| 27. forduló 2018. április 21., szombat |

| Ferencváros | – | Paks |
| ----------- | - | ---- |
|             |   |      |

| Groupama Aréna, Budapest |

| 28. forduló 2018. április 28., szombat 17:00 |

| Paks                                   | 1 – 0               | Videoton                                 |
| -------------------------------------- | ------------------- | ---------------------------------------- |
| Haraszti (1–0) 67' Gévay 55' Szabó 72' | (0 – 0) Jegyzőkönyv | 18' Pátkai Máté 58' Juhász 90+1' Nikolov |

| Fehérvári úti stadion, Paks Nézőszám: 2 000 Játékvezető: Solymosi Péter (magyar) Asszisztensek: Szécsényi István és Vígh-Tarsonyi Gergő |

| 29. forduló 2018. május 5., szombat |

| Vasas SC | – | Paksi FC |
| -------- | - | -------- |
|          |   |          |

| Szusza Ferenc Stadion, Budapest |

| 30. forduló 2018. május 12., szombat |

| Paks | – | Budapest Honvéd |
| ---- | - | --------------- |
|      |   |                 |

| Fehérvári úti stadion, Paks |

| 31. forduló 2018. május 19., szombat |

| Diósgyőr | – | Paks |
| -------- | - | ---- |
|          |   |      |

| Nagyerdei stadion, Debrecen |

A paksiak az előző fordulóban balszerencsés vereséget szenvedtek Diósgyőrben, ettől függetlenül versenyben vannak a bajnoki bronzéremért. Ehhez azonban, tekintve, hogy kétpontos hátrányban vannak a Bp. Honvéddal szemben, nyerniük kellene. tavasszal nem ment igazán nekik a hazai mérkőzéseken, a legutóbbi négy meccsükből hármat elveszítettek – csak a Videotont győzték le. A Balmazújváros a DVSC legyőzésével még életben tartotta a reményeit, de az utolsó előtti helyen áll. Az utolsó játéknapon majd a Ferencvárost fogadja. Idegenben a legutóbbi hat mérkőzésén egy gólt és egy pontot szerzett.
| 32. forduló 2018. május 27., szombat 17:00 |

| Paks | –           | Balmaz Kamilla Gyógyfürdő |
| ---- | ----------- | ------------------------- |
|      | Jegyzőkönyv |                           |

| Fehérvári úti stadion, Paks Játékvezető: Solymosi Péter (magyar) Asszisztensek: Georgiou Theodoros és Becséri Gergely |

| 33. forduló 2018. június 2., szombat |

| Puskás Akadémia | – | Paks |
| --------------- | - | ---- |
|                 |   |      |

| Pancho Aréna, Felcsút |

### Eredmények összesítése
Az alábbi táblázatban összesítve szerepelnek a Paks aktuális szezon OTP Bank Ligában elért eredményei.
A százalék számítás a 3 pontos rendszerben történik.
| Kör (forduló)            | Otthon | Otthon | Otthon | Otthon | Otthon | Otthon | Otthon | Otthon | Idegenben | Idegenben | Idegenben | Idegenben | Idegenben | Idegenben | Idegenben | Idegenben |
| Kör (forduló)            | M      | GY     | D      | V      | LG–KG  | GK     | P      | %      | M         | GY        | D         | V         | LG–KG     | GK        | P         | %         |
| ------------------------ | ------ | ------ | ------ | ------ | ------ | ------ | ------ | ------ | --------- | --------- | --------- | --------- | --------- | --------- | --------- | --------- |
| Első kör (1–11.)         | 6      | 2      | 3      | 1      | 9–9    | 0      | 9      | 50,0%  | 5         | 2         | 1         | 2         | 10–10     | 0         | 7         | 46,7%     |
| Második kör (12–21.)     | 1      | 0      | 1      | 0      | 1–1    | 0      | 1      | 33,3%  | 3         | 1         | 1         | 1         | 4–4       | 0         | 4         | 44,4%     |
| Harmadik kör (22–33.)    |        |        |        |        | –      |        |        |        |           |           |           |           |           |           |           |           |
| Összesen (1–33. forduló) | 7      | 2      | 4      | 1      | 10–10  | 0      | 10     | 47,6%  | 8         | 3         | 2         | 3         | 14–14     | 0         | 11        | 45,8%     |

### Helyezések fordulónként
| Forduló  | 1  | 2  | 3  | 4  | 5  | 6   | 7   | 8   | 9  | 10 | 11 | 12 | 13 | 14 | 15 | 16 | 17 | 18 | 19 | 20 | 21 | 22 | 23 | 24 | 25 | 26 | 27 | 28 | 29 | 30 | 31 | 32 | 33 |
| -------- | -- | -- | -- | -- | -- | --- | --- | --- | -- | -- | -- | -- | -- | -- | -- | -- | -- | -- | -- | -- | -- | -- | -- | -- | -- | -- | -- | -- | -- | -- | -- | -- | -- |
| Helyszín | O  | I  | O  | O  | I  | O   | I   | O   | I  | O  | I  | I  | O  | I  | I  | O  | I  | O  | I  | O  | I  | O  | O  | I  | O  | O  | I  | O  | I  | O  | I  | O  | I  |
| Eredmény | D  | V  | D  | GY | D  | V   | V   | D   | GY | GY | GY | D  | D  | V  | GY |    |    |    |    |    |    |    |    |    |    |    |    |    |    |    |    |    |    |
| Helyezés | 4. | 9. | 9. | 9. | 7. | 11. | 11. | 10. | 8. | 8. | 5. | 6. | 7. | 7. | 6. |    |    |    |    |    |    |    |    |    |    |    |    |    |    |    |    |    |    |

Helyszín: O = otthon (hazai pályán); I = idegenben; Eredmény: GY = győzelem; D = döntetlen; V = vereség.
A csapat helyezései fordulónként, idővonalon ábrázolva.

### A bajnokság végeredménye
| H   | Csapat                | M  | GY | D  | V  | LG | KG | GK  | GÁ   | SZP | VP | NÉ  | Sárga lap | kiállítva | Forma | Továbbjutás vagy kiesés          |
| --- | --------------------- | -- | -- | -- | -- | -- | -- | --- | ---- | --- | -- | --- | --------- | --------- | ----- | -------------------------------- |
| 1.  | Videoton (B) (NK)     | 33 | 20 | 8  | 5  | 65 | 28 | +37 | 1,97 | 68  | 31 | 6,9 | 111       | 5         |       | Bajnokok Ligája, 1. selejtezőkör |
| 2.  | Ferencváros (NK)      | 33 | 18 | 12 | 3  | 69 | 31 | +38 | 2,09 | 66  | 33 | 6,8 | 70        | 4         |       | Európa-liga, 1. selejtezőkör     |
| 3.  | Újpest (KGY) (NK)     | 33 | 12 | 13 | 8  | 41 | 38 | +3  | 1,24 | 49  | 50 | 6,9 | 76        | 0         |       | Európa-liga, 1. selejtezőkör     |
| 4.  | Bp. Honvéd (CV) (NK)  | 33 | 13 | 8  | 12 | 50 | 53 | –3  | 1,52 | 47  | 52 | 6,6 | 71        | 4         |       | Európa-liga, 1. selejtezőkör     |
| 5.  | Debreceni VSC         | 33 | 12 | 8  | 13 | 53 | 47 | +6  | 1,61 | 44  | 55 | 6,8 | 71        | 2         |       |                                  |
| 6.  | Puskás Akadémia (F)   | 33 | 11 | 10 | 12 | 41 | 46 | –5  | 1,24 | 43  | 56 | 6,5 | 93        | 3         |       |                                  |
| 7.  | Paks                  | 33 | 11 | 9  | 13 | 43 | 48 | –5  | 1,30 | 42  | 57 | 6,5 | 80        | 5         |       |                                  |
| 8.  | Haladás               | 33 | 11 | 5  | 17 | 35 | 50 | –15 | 1,06 | 38  | 61 | 6,3 | 82        | 3         |       |                                  |
| 9.  | Mezőkövesd            | 33 | 9  | 10 | 14 | 35 | 52 | –17 | 1,06 | 37  | 62 | 6,2 | 90        | 3         |       |                                  |
| 10. | Diósgyőr              | 33 | 10 | 6  | 17 | 44 | 53 | –9  | 1,33 | 36  | 63 | 6,3 | 81        | 5         |       |                                  |
| 11. | Balmazújváros (K) (F) | 33 | 8  | 12 | 13 | 39 | 46 | –7  | 1,18 | 36  | 63 | 6,2 | 70        | 2         |       | NB II 2018–2019                  |
| 12. | Vasas (K)             | 33 | 9  | 7  | 17 | 38 | 61 | –23 | 1,15 | 34  | 65 | 6,1 | 86        | 4         |       | NB II 2018–2019                  |

A rangsorolás alapszabályai: 1. összpontszám; 2. a bajnokságban elért több győzelem; 3. a bajnoki mérkőzések gólkülönbsége; 4. a bajnoki mérkőzéseken rúgott több gól; 5. az egymás ellen játszott bajnoki mérkőzések pontkülönbsége; 6. az egymás ellen játszott bajnoki mérkőzések gólkülönbsége; 7. az egymás ellen játszott bajnoki mérkőzéseken az idegenben lőtt több gól; 8. a bajnokság fair play értékelésében elért jobb helyezés; 9. sorsolás.
(CV): Bajnoki címvédő csapat; (B): Bajnokcsapat; (K): Kieső csapat; (F): Feljutó csapat; (KGY): Kupagyőztes; (NK): Nemzetközi kupainduló;

## Magyar kupa
Az MLSZ szabályzatának értelmében, a nemzeti bajnokságokban (NB I, NB II, NB III) szereplő csapatok a kupasorozat 6. fordulójában, a legjobb 128 között kapcsolódnak be a versenybe. A versenykiírás szerint az NB I-es és NB II-es csapatok kiemeltek lesznek a sorsoláson, nem kerülhetnek össze egymással. A hatodik fordulóból (a főtábla első köréből) továbblépő együttesek 300 ezer, illetve 500 ezer forintot kapnak – attól függően, hogy döntetlen után vagy győzelemmel harcolják ki a továbbjutást.
      Győzelem
      Döntetlen
      Vereség
| 2017. szeptember 20., szerda |

| Sárvári FC (megye I) | 0 – 3 | Paksi FC |
| -------------------- | ----- | -------- |
|                      |       |          |

| Részletek |

| 2017. október 25., szerda |

| Balatonfüredi FC (megye I) | 0 – 7 | Paksi FC |
| -------------------------- | ----- | -------- |
|                            |       |          |

| Részletek |

| 2017. november 29., szerda |

| Aqvital FC Csákvár (NB II) | 0 – 1 | Paksi FC |
| -------------------------- | ----- | -------- |
|                            |       |          |

| Részletek |

| 2018. február 21., szerda |

| Újpest FC | – | Paksi FC |
| --------- | - | -------- |
|           |   |          |

| Részletek |

| 2018. február 28., szerda |

| Paksi FC | – | Újpest FC |
| -------- | - | --------- |
|          |   |           |

| Részletek |

### 6. forduló (Főtábla 1. forduló)
2017. szeptember 11-én a Magyar Labdarúgó-szövetség (MLSZ) székházában megtartott sorsoláson a 70-szeres válogatott Nyilasi Tibor, az MLSZ elnökségi tagjának vezetésével készültek el a párosítások. A Paks csapata a Vas megyei labdarúgó-bajnokságban szereplő Sárvári FC együttesével küzd meg a legjobb 64-be kerülésért.
| 2017. szeptember 20., szerda 15:00 |

| Sárvári FC (megye I) | 0 – 3               | Paksi FC                                            |
| -------------------- | ------------------- | --------------------------------------------------- |
| Horváth A. 74'       | (0 – 1) Jegyzőkönyv | 32' (0–1) 31' Daru 67' (0–2) Simon 68' (0–3) Zachán |

| Városi stadion, Sárvár Játékvezető: Móri Tamás (magyar) Asszisztensek: Bede Tamás és Nagy Alex |

- Paks: Molnár — Kulcsár D., Berdó, Zachán, Báló  — Kecskés — Fejős (Bertus  69'), Szakály D. (Bognár  84'), Adamcsek, Simon — Daru Vezetőedző: Csertői Aurél
- Sárvár: Horváth B. — Rajos , Horváth A., Pető, Kun, Potyi, Takács Á., Takács M. (Nyírő  80'), Pados, Csákvári (Ódor  57'), Venczel (Koronczai  68') Vezetőedző: Kovács László

A 32. percben Fejős cselezett befelé jobbról, majd a védők közül kilépő Daruhoz passzolt, aki jobbal ellőtte a labdát, ami a rövidre helyezkedő kapus mellett jutott a hálóba; (0–1). A 67. percben Simon 17 méterről keményen meglőtte a jobb alsó sarok felé, de a labda Venczel lábán megpattant, így a kapu közepében kötött ki; (0–2). A 68. percben alakult ki a mérkőzés végeredménye, Zachán lőtt a tizenhatos jobb sarkáról és kilőtte a hosszú alsót; (0–3).

### 7. forduló (Főtábla 2. forduló)
2017. szeptember 22-én a Magyar Labdarúgó-szövetség (MLSZ) székházában megtartott sorsoláson a 70-szeres válogatott Nyilasi Tibor, az MLSZ elnökségi tagjának vezetésével készültek el a párosítások. A Paks csapata a Veszprém megye I-ben szereplő Balatonfüredi FC együttesével küzd meg a legjobb 32-be kerülésért.
A Balatonfüred a 2. fordulóban kapcsolódott be az idei Magyar kupa küzdelmeibe, 2017. augusztus 9-én, hazai pályán, 12–0 arányban verték ki Magyarpolány SE csapatát. Lattenstein Norbert és Tóth Gergő egyaránt 3–3 góllal vette ki részét a gólgazdag mérkőzésből. Mellettük Kós Krisztián és Udvardi Márk kettő–kettő találatot szerzett. A 3. fordulóban, 2017. augusztus 16-án, idegenben léptek pályára, igaz, nem kellett messzire utazniuk, csak a szomszédos Balatonalmádiig, ahol 3–0-ra győztek. Lattenstein Norbert ismét a találatot szerzők között volt. A főtáblára kerülést idegenben vívták ki, mégpedig a Zirc-Dudar SE-t győzték le 4–1-re 2017. augusztus 23-án.
Az előző, 6. fordulóban, immáron a főtábla 1. körében hazai pályán vívták ki a továbbjutást, 2017. szeptember 20-án. Az ellenfél a BLSZ I-ben játszó Pestszentimrei SK volt. A változatos mérkőzést végül a hazaiak nyerték meg 3–2 arányban úgy, hogy 0–1 és 1–2 is volt az eredményjelzőn a vendégek javára, ráadásul ez utóbbi találat a mérkőzés 92. percében esett. De, a Balaton-partiak nem adták fel és Kós Krisztián 93. percben előbb hosszabbításra hozta a mérkőzést, majd a ráadás 115. percében megszületett a továbbjutást jelentő gól Mátó Gergő jóvoltából.
| 2017. október 25., szerda 13:30 |

| Balatonfüredi FC (megye I) | 0 – 7               | Paksi FC |
| -------------------------- | ------------------- | --- |
|                            | (0 – 1) Jegyzőkönyv | 39' (0–1) · 86' (0–6) Szakály D. 46' (0–2) Haraszti 48' (0–3) · 57' (0–4) Nagy R. 67' (0–5) Bartha 89' (0–7) 76' Nikházi |

| Balatonfüredi FC sporttelep, Balatonfüred Játékvezető: Gaál Ákos (magyar) Asszisztensek: Kulman Tamás és Bognár László |

### 8. forduló (Főtábla 3. forduló)
| 2017. november 29., szerda 16:00 |

| Aqvital FC Csákvár (NB II) | 0 – 1               | Paksi FC       |
| -------------------------- | ------------------- | -------------- |
| Gajda 65'                  | (0 – 1) Jegyzőkönyv | 27' (0–1) Papp |

| Csákvári TK sporttelep, Csákvár Nézőszám: 200 Játékvezető: Radványi Ádám (magyar) Asszisztensek: Varga Zsolt és Márkus Tamás |

- Paks: Molnár — Vági, Lenzsér, Gévay, Báló — Papp (Simon Á.  75') — Kecskés, Hajdú, Nikházi (Bertus  75') — Szakály D., Adamcsek (Szabó  90') Fel nem használt cserék: Rácz (kapus), Bognár, Berdó.Vezetőedző: Csertői Aurél
- Csákvár:: Major — Horvat I., Fényes, Kiprich D., Gajda — Bokros — Sejben, Daróczi (Nagy Zs.  75'), Polonkai (Jelena  szünetben), Molnár Cs. — Máté (Magyari  59') Fel nem használt cserék: Markek (kapus), Réti, Csonka. Vezetőedző: Szijjártó István

A 27. percben szöglettel egyenértékű szabadrúgást helyezett jobbról Vági a rövid oldalon helyezkedő Papp Kristóf fejére, aki azt a kapu hosszú oldalába csúsztatta; (0–1).

### Nyolcaddöntő, 1. mérkőzés
| 2018. február 21., szerda |

| Újpest FC | – | Paksi FC |
| --------- | - | -------- |
|           |   |          |

| Szusza Ferenc Stadion, Budapest |

### Nyolcaddöntő, visszavágó
| 2018. február 28., szerda |

| Paksi FC | – | Újpest FC |
| -------- | - | --------- |
|          |   |           |

| Fehérvári úti stadion, Paks |